# Lillsjön (Enångers socken, Hälsingland)
Lillsjön är en sjö i Hudiksvalls kommun i Hälsingland och ingår i Nianån-Norralaåns kustområde. Sjön har en area på 0,0604 kvadratkilometer och ligger 65,9 meter över havet.

## Delavrinningsområde
Lillsjön ingår i det delavrinningsområde (681814-156178) som SMHI kallar för Mynnar i Långvindsån. Medelhöjden är 57 meter över havet och ytan är 2,7 kvadratkilometer. Det finns inga avrinningsområden uppströms utan avrinningsområdet är högsta punkten. Vattendraget som avvattnar avrinningsområdet har biflödesordning 2, vilket innebär att vattnet flödar genom totalt 2 vattendrag innan det når havet efter 11 kilometer. Avrinningsområdet består mestadels av skog (90 procent). Avrinningsområdet har 0,06 kvadratkilometer vattenytor vilket ger det en sjöprocent på 2,2 procent.